# Christine Schäfer
Pour les articles homonymes, voir Schäfer.
Christine Schäfer est une soprano née à Francfort, en Allemagne, le 3 mars 1965. Elle étudie le chant à Berlin avec Ingrid Figur, Aribert Reimann, Dietrich Fischer-Dieskau, Arleen Augér et Sena Jurinac.

## Biographie
Elle a fait ses débuts dans le rôle de Violetta dans La traviata. Elle a entre autres chanté au Festival de Salzbourg, au Covent Garden de Londres, au Metropolitan Opera de New York, au Festival de Glyndebourne et à l'Opéra de Paris.
Ses rôles importants comptent la plupart des grands rôles mozartiens, tels Konstanze (L'Enlèvement au sérail), Cherubino (Les Noces de Figaro), Pamina (La Flûte enchantée), Servilia (La Clémence de Titus) et Donna Anna (Don Giovanni) ainsi que Gilda dans Rigoletto de Giuseppe Verdi et Sophie dans Le Chevalier à la rose de Richard Strauss.
En avril 2009, elle a interprété les Rückert-Lieder de Gustav Mahler avec l'Orchestre de Paris, sous la baguette de Christoph Eschenbach, avec force, grâce et émotion. Elle a aussi chanté, en avril 2007, avec les mêmes force, grâce et émotion, le Requiem de Brahms avec le Chœur de la Radiodiffusion Bavaroise et l'Orchestre philharmonique de Munich, sous la direction de Christian Thielemann.
Elle est nommée chevalier de l'ordre du Mérite de la République fédérale d'Allemagne (Verdienstkreuz am Bande) en 2008 et est élue membre de l'Académie des arts de Berlin en 2009.

## Sources
- Biographie comprise dans le programme de Le Nozze di Figaro de l'Opéra national de Paris, en mars 2006.